# Aa argyrolepis
Aa argyrolepis, vrsta južnoameričke orhideje. Raste na visinama od 2500 do 4200 metara u Boliviji, Ekvadoru, Kolumbiji i Peruu. Poznata je i pod sinonimnim nazivom Altensteinia argyrolepis (Rchb.f.) Rchb.f.. Opisana je 1854.
|  | Zajednički poslužitelj ima još gradiva o temi Aa argyrolepis |
|  | Wikivrste imaju podatke o taksonu Aa argyrolepis             |